# Кампильо, Габриель
Габриель Кампильо (исп. Gabriel Campillo; род. 19 декабря 1978 года, Мадрид, Испания) — испанский боксёр-профессионал, выступающий в полутяжёлой весовой категории (англ. Light Heavyweight). Чемпион мира по версии WBA (2009—2010). Чемпион Европы по версии EBU (2009).

## Профессиональная карьера
Капильо дебютировал на профессиональном ринге в феврале 2002 года. Первый бой был признан несостоявшимся, по причине несоблюдения всех правил профессионального бокса, хотя Кампильо победил по очкам.
В декабре 2005 года, Кампильо победил по очкам соотечественника Хуана Нелонго, и завоевал титул чемпиона Испании в полутяжёлом весе. Временно покинул профессиональный ринг, но в 2007 году снова завоевал титул чемпиона Испании.
В сентябре 2007 года, вышел на ринг с непобеждённым украинским боксёром, Вячеславом Узелковым, в бою за титул интерконтинентального чемпиона мира по версии WBA. Украинец победил нокаутом в 6-м раунде, и нанёс первое поражение в карьере испанца.
В марте 2008 года, Кампильо победил по очкам непобеждённого соотечественника, Исраэля Каррильо (8-0). Проведя в итоге 4 победных боя после поражения, вышел на ринг за титул чемпиона Европы по версии EBU, с непобеждённым немцем армянского происхождения, Каро Муратом. В очень плотном и конкурентном бою, решением большинства судей победил Мурат. Конкурентное поражение не сильно отбросило Кампильо с вершин рейтингов, и следующий бой Габриэль провёл против датчанина Лоренга Мока, и завоевал титул чемпиона Европы по версии EBU-EU.
20 мая 2009 года, Кампильо решением большинства судей победил аргентинца, Уго Германа Гери, и завоевал титул чемпиона мира по версии WBA.
Первую защиту титула испанец провёл против боксёра из Казахстана, Бейбута Шуменова (8-0). Шуменов имел небольшой опыт на профессиональном ринге, но имел очень продолжительную любительскую карьеру, и был очень опытным боксёром. Решением большинства судей победил Кампильо. Судейство вызвало массу споров, и было решено провести матч реванш. В повторном бою раздельным решением победил Шуменов.
Выиграв затем два поединка нокаутом, Кампильо в элиминаторе IBF вышел на повторный бой с Каро Муратом. Раздельным решением была зафиксирована ничья. Было решено что оба боксёра встретятся за чемпионский титул, но право первому предоставили Кампильо.
В феврале 2012 года, испанец вышел на титульный поединок с действующим чемпионом IBF, Тейворисом Клаудом. В первом же раунде Клауд дважды отправил Габриеля на канвас, но испанец действовал в высоком темпе, и доставил немало хлопот чемпиону. По истечении 12-и раундов, раздельным решением победу присудили Клауду. решение было спорным.
Российский полутяжеловес Сергей Ковалёв без труда справился с первым грозным соперником — испанцем Габриелем Кампильо (21-5-1, 8 КО). после двух более-менее равных раундов, в которых небольшим преимуществом все же владел Ковалёв, Сергей начал методично проверять организм испанца на выносливость. Непонятно, сколько бо бы ещё ударов и падений выдержал Кампильо, но рефери хватило трех падений Габриэля, чтобы остановить встречу, зафиксировав технический нокаут.

## Таблица боёв
В таблице перечислены результаты всех поединков боксёров.
В каждой строке указан результат поединка. Дополнительно номер поединка обозначен цветом, который обозначает итог поединка. Расшифровка обозначений и цветов представлена в нижеследующей таблице.
| Пример | Расшифровка                     |
| ------ | ------------------------------- |
|        | Победа                          |
|        | Ничья                           |
|        | Поражение                       |
|        | Планируемый поединок            |
|        | Поединок признан несостоявшимся |
| КО     | Нокаут                          |
| ТКО    | Технический нокаут              |
| PTS    | Решение судей (по очкам)        |
| UD     | Единогласное решение судей      |
| MD     | Решение большинства судей       |
| SD     | Раздельное решение судей        |
| RTD    | Отказ от продолжения боя        |
| DQ     | Дисквалификация                 |
| NC     | Поединок признан несостоявшимся |

| Результат | Дата             | Соперник                      | Место боя                      | Подробности      | Комментарии |  |
| --------- | ---------------- | ----------------------------- | ------------------------------ | ---------------- | --- |  |
| 25-8-1    | 12 сентября 2015 | Маркус Браун (15-0)           | Машантакет, Коннектикут, США   | KO 1 (10), 0:55  | |  |
| 25-7-1    | 4 апреля 2015    | Артур Бетербиев (7-0)         | Квебек, Канада                 | KO 4 (12), 0:37  | Бой за титул IBF North American в полутяжёлом весе.                                                                                  |  |
| 25-6-1    | 12 декабря 2014  | Мирзет Бажректаревич (11-2)   | Барселона, Испания             | TKO 7 (8)        | |  |
| 24-6-1    | 1 августа 2014   | Томас Уильямс-мл. (17-0)      | Шелтон (Вашингтон), США        | RTD 5 (12), 3:00 | Выиграл титул WBO NABO в полутяжёлом весе.                                                                                           |  |
| 23-6-1    | 9 мая 2014       | Рикки Деннис Пау (11-2-1)     | Лас-Пальмас, Канарские острова | TKO 7 (10)       | |  |
| 22-6-1    | 16 августа 2013  | Анджей Фонфара (23-2)         | Чикаго, США                    | KO 9 (12), 1:37  | |  |
| 22-5-1    | 14 июня 2013     | Ионут Трандафир Илие (14-5-1) | Седави, Испания                | TKO 2 (8)        | |  |
| 21-5-1    | 19 января 2013   | Сергей Ковалёв (20-0-1)       | Анкасвилл, США                 | TKO 3 (10), 1:30 | Кампильо 3 раза в нокдауне в 3 раунде.                                                                                               |  |
| 21-4-1    | 18 февраля 2012  | Таворис Клауд (23-0)          | Корпус-Кристи, США             | SD (12)          | 115-111, 110-116, 112-114. Бой за титул IBF в полутяжёлом весе. Кампильо в нокдауне в 1 раунде, Клауд получил рассечение в 4 раунде. |  |
| 21-3-1    | 1 октября 2011   | Каро Мурат (24-1)             | Нойбранденбург, Германия       | SD (12)          | 115-113, 111-117, 114-114. Бой за титул IBF Inter-Continental, претендентский бой IBF в полутяжёлом весе.                            |  |
| 21-3-0    | 15 апреля 2011   | Сергей Белошапкин (9-6)       | Леганес, Испания               | TKO 5 (8)        | |  |
| 20-3-0    | 15 мая 2010      | Лусимар Гонсага (28-5)        | Леганес, Испания               | KO 1 (8)         | |  |
| 19-3-0    | 29 января 2010   | Бейбут Шуменов (8-1)          | Лас-Вегас, США                 | SD (12)          | 117-111, 111-117, 113-115. Потерял титул WBA, не выиграл титул IBA в полутяжёлом весе.                                               |  |
| 19-2-0    | 15 августа 2009  | Бейбут Шуменов (8-0)          | Астана, Казахстан              | MD (12)          | 113-113, 114-113, 115-111. Защитил титул WBA в полутяжёлом весе.                                                                     |  |
| 18-2-0    | 20 июня 2009     | Уго Эрнан Гарай (32-3)        | Санта-Фе, Аргентина            | MD (12)          | 115-114, 114-113, 114-114. Выиграл титул WBA в полутяжёлом весе (первый титул чемпиона мира в карьере Кампильо).                     |  |
| 17-2-0    | 8 марта 2009     | Лоленга Мок (28-11-1)         | Коккедаль, Дания               | UD (12)          | 115-113, 115-114, 116-111. Выиграл титул EBU во втором среднем весе.                                                                 |  |
| 16-2-0    | 20 сентября 2008 | Каро Мурат (17-0)             | Билефельд, Германия            | MD (12)          | 113-115, 115-115, 113-115. Бой за титул EBU во втором среднем весе.                                                                  |  |
| 16-1-0    | 31 мая 2008      | Роберто Сантос (9-3-1)        | Мадрид, Испания                | PTS (8)          | |  |
| 15-1-0    | 18 апреля 2008   | Сергей Харченко (15-10-2)     | Кастельбисбаль, Испания        | PTS (6)          | |  |
| 14-1-0    | 8 марта 2008     | Исраэль Карильо (8-0)         | Мадрид, Испания                | UD (6)           | |  |
| 13-1-0    | 2 февраля 2008   | Павел Флорин Мадалин (4-38-2) | Мадрид, Испания                | TKO 3 (6)        | |  |
| 12-1-0    | 13 сентября 2007 | Вячеслав Узелков (16-0)       | Киев, Украина                  | KO 6 (12)        | Бой за титул WBA Inter-Continental в полутяжёлом весе.                                                                               |  |
| 12-0-0    | 19 мая 2007      | Хуан Нелонго (20-6-1)         | Мадрид, Испания                | TKO              | |  |